# Bíceps
Na anatomia humana, o bíceps ou bicípite, também o bíceps braquial, é um músculo de duas cabeças que fica no braço entre o ombro e o cotovelo. As duas cabeças surgem na escápula e juntam-se para formar uma única barriga muscular que está presa ao antebraço superior. Enquanto o bíceps atravessa as articulações do ombro e do cotovelo, sua função principal é no cotovelo onde flexiona o antebraço e supina o antebraço. Ambos os movimentos são usados ao abrir uma garrafa com um saca-rolhas: primeiro bíceps desenrosca a rolha de cortiça (supinação), puxa a rolha de cortiça (flexão).

## Estrutura

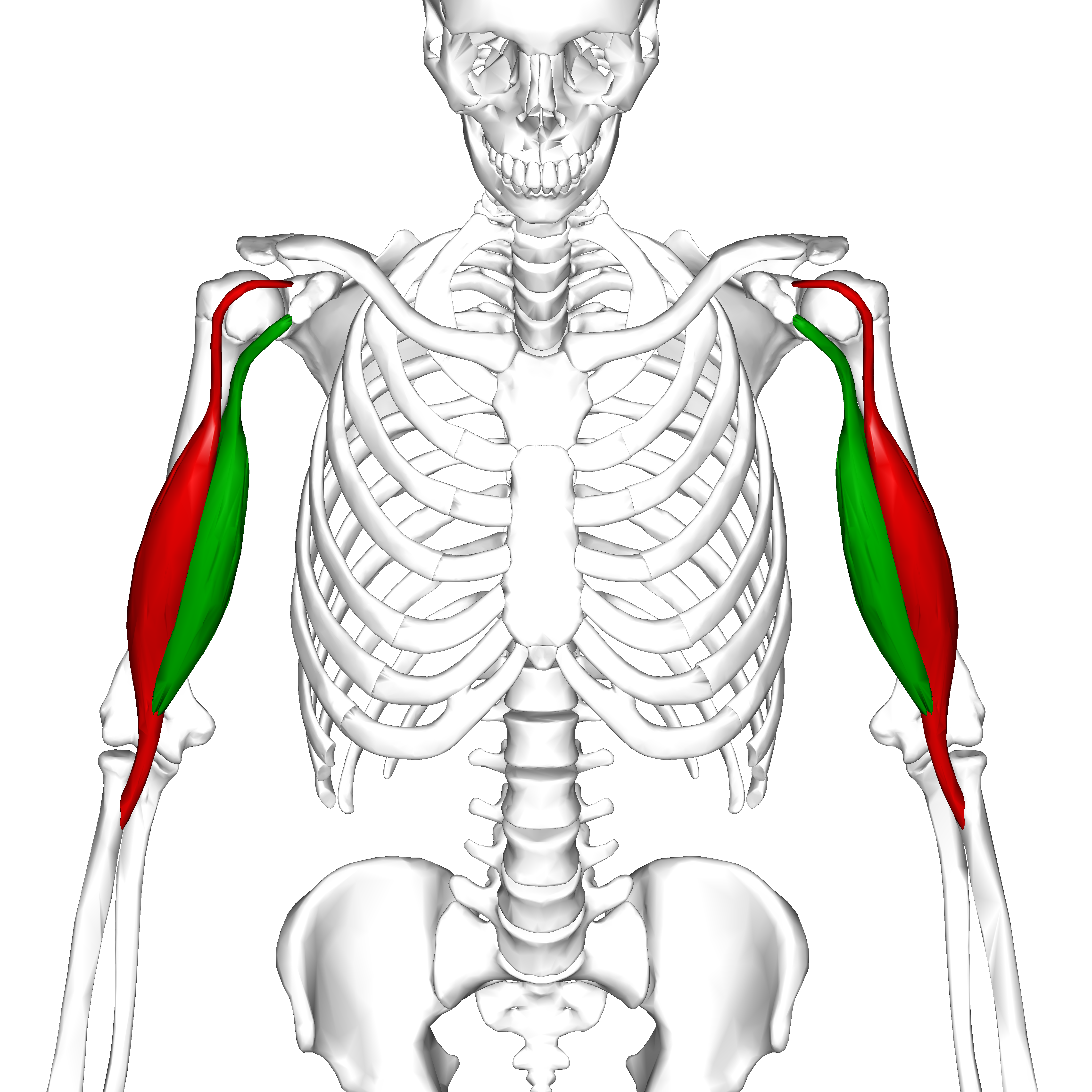
Localização do bíceps. Duas cores diferentes representam dois feixes diferentes que compõem bíceps.
Cabeça curta
Cabeça longa

O bíceps é um dos três músculos no compartimento anterior da parte superior do braço, juntamente com o músculo braquial e o músculo coracobraquial, com os quais o bíceps compartilha um fornecimento nervoso. O músculo bíceps tem duas cabeças, a cabeça curta e a cabeça longa, distinguindo-se de acordo com sua origem no processo coracoide e no tubérculo supraglenoide da escápula, respectivamente. Desde a sua origem na glenóide, a cabeça longa permanece tendinosa à medida que passa pela articulação do ombro e através do sulco intertubercular do úmero. Estendendo desde a sua origem no coracoide, o tendão da cabeça curta é adjacente ao tendão do coracobraquial como o tendão conjuntivo. Ao contrário dos outros músculos do compartimento anterior do braço, o músculo bíceps cruza duas articulações, a articulação do ombro e a articulação do cotovelo.
Ambas as cabeças do bíceps se juntam no braço médio para formar uma única massa muscular, geralmente perto da inserção do deltóide para formar uma barriga muscular comum, embora vários estudos anatômicos tenham demonstrado que os ventres musculares permanecem estruturas distintas sem fibras confluentes. À medida que o músculo se estende distalmente, as duas cabeças rotam 90 graus externamente antes de inserir na tuberosidade radial. A cabeça curta se insere distalmente na tuberosidade, enquanto a cabeça longa se insere proximalmente mais perto do ápice da tuberosidade. A aponeurose bicipital, também chamada de fibrose lacertus, é uma grossa banda fascial que se organiza perto da junção musculotendinosa do bíceps e irradia e insere na parte ulnar da fáscia antebraquial.
O tendão que se liga à tuberosidade radial está parcialmente ou completamente cercado por uma bursa; a bursa do bicipitoradial, que garante um movimento sem atrito entre o tendão do bíceps e o raio proximal durante a pronação e supinação do antebraço.
Dois músculos estão embaixo do bíceps braquial. Trata-se do músculo coracobraquial, que, como o bíceps, se liga ao processo coracoide da escápula e ao músculo braquial que se conecta ao cúbito e ao longo do eixo médio do úmero. Além disso, o músculo braquiorradial é adjacente ao bíceps e também inserta no raio do osso, embora mais distalmente.

### Variação
Tradicionalmente descrito como um músculo de duas cabeças, o bíceps braquial é um dos músculos mais variáveis do corpo humano e possui uma terceira cabeça que se origina no úmero em 10% dos casos (variação normal) - mais comumente oriunda da inserção do coracobraquial e juntar-se à cabeça curta - mas quatro, cinco e até sete cabeças supernumerárias foram relatadas em casos raros.
Os tendões do bíceps distal são completamente separados em 40% e bifurcados em 25% dos casos.

### Fornecimento de nervo
O bíceps compartilha seu fornecimento nervoso com os outros dois músculos do compartimento anterior. Os músculos são fornecidos pelo nervo musculocutâneo. As fibras do quinto, sexto e sétimo nervos cervicais compõem os componentes do nervo musculocutâneo que fornecem o bíceps.

## Função
| |  |  |
| Braço flexível na posição pronada (esquerda); com o bíceps parcialmente contraído e em uma posição supina com o bíceps mais totalmente contraído, aproximando o comprimento mínimo direito. |  |  |

O bíceps funciona em três articulações. A mais importante dessas funções é supinar o antebraço e flexionar o cotovelo. Mais detalhadamente, as ações são, por conjunto:
- Articulação radioulnar proximal (antebraço superior) - Contrariamente à crença popular, o bíceps braquial não é o flexor mais poderoso do antebraço, um papel que realmente pertence ao músculo braquial mais profundo. O bíceps braquial funciona principalmente como um poderoso supinador do antebraço (gira a palma para cima). Esta ação, que é auxiliada pelo músculo supinador, exige que o cotovelo seja pelo menos parcialmente flexionado. Se o cotovelo, ou a articulação humeroulnar, estiver totalmente estendido, a supinação é principalmente realizada pelo músculo supinador. O bíceps é um supinador particularmente poderoso do antebraço devido à conexão distal do músculo na tuberosidade radial, no lado oposto do osso do músculo supinador. Quando flexionado, o bíceps efetivamente puxa o raio de volta para sua posição supinada neutra, em conjunto com o músculo supinador.[13]
- Cotovelo (articulação humeroulnar) - O bíceps braquial também funciona como um importante flexor do antebraço, particularmente quando o antebraço está supinado.[3] Funcionalmente, esta ação é realizada ao levantar um objeto, como um saco de mantimentos ou ao executar uma onda de bíceps. Quando o antebraço está em pronação (a palma se encontra no chão), a função braquial, braquioradial e supinadora para flexionar o antebraço, com contribuição mínima do bíceps braquial. Também é importante notar que, independentemente da posição do antebraço (supinada, pronada ou neutra), a força exercida pelo bíceps braquial permanece a mesma; no entanto, o braquioradial tem uma mudança muito maior no esforço dependendo da posição do que o bíceps durante as contrações concêntricas. Ou seja, o bíceps só pode exercer tanta força e, como a posição do antebraço muda, outros músculos devem compensar.[14]
- Ombro (articulação glenohumeral) - Várias funções mais fracas ocorrem na articulação glenohumeral ou ombro. O bíceps braquial ajuda fracamente a flexão direta da articulação do ombro (trazendo o braço para frente e para cima). Também pode contribuir para abdução (trazendo o braço para o lado) quando o braço é girado externamente (ou lateralmente). A cabeça baixa do bíceps braquial também ajuda com a adução horizontal (levando o braço ao corpo) quando o braço é internamente (ou medialmente) girado. Finalmente, a cabeça baixa do bíceps braquial, devido à sua ligação à escápula (ou ombreira), ajuda a estabilizar a articulação do ombro quando um peso pesado é levado no braço. O tendão da cabeça longa do bíceps também ajuda a segurar a cabeça do úmero na cavidade glenóide.[15]

## Significado clínico
Os tendões proximais do bíceps braquial são comumente envolvidos em processos patológicos e são uma causa freqüente de dor no ombro anterior. Distúrbios do tendão distal do bíceps braquial incluem tendinite insercional e lágrimas parciais ou completas do tendão. As lágrimas parciais geralmente são caracterizadas por dor e ampliação e contorno anormal do tendão. Lágrimas completas ocorrem como avulsão da porção tendinosa do bíceps longe de sua inserção na tuberosidade do raio, e muitas vezes é acompanhada por um palpável, audível "pop" e dor imediata e inchaço nos tecidos moles. Uma massa de tecido mole às vezes é encontrada no aspecto anterior do braço, a denominada deformidade reversa de Popeye, que paradoxalmente leva a uma diminuição da força durante a flexão do cotovelo e supinação do antebraço. As lágrimas do bíceps braquial podem ocorrer durante atividades atléticas, no entanto, as lesões por avulsão do tendão distal do bíceps são freqüentemente de natureza ocupacional e sustentadas durante a contração excêntrica e forte do músculo bíceps enquanto se levanta. A ruptura aguda do tendão do bíceps distal pode ser tratada de forma não operacional com resultados aceitáveis, mas devido a lesão pode levar a uma perda de 30% da força de flexão do cotovelo e a uma perda de 30-50% da força de supinação do antebraço, recomenda-se geralmente o reparo cirúrgico. As lágrimas completas do bíceps distal são comumente tratadas com refixação do tendão do bíceps para a sua inserção nativa na tuberosidade do raio usando túneis ósseos, botões de sutura ou âncoras de sutura. As rupturas proximais da cabeça longa do tendão do bíceps podem ser abordadas cirurgicamente por duas técnicas diferentes. A tenodésia do bíceps inclui a liberação da cabeça longa do tendão do bíceps fora da sua inserção na glenóide e refixação por fixação de parafuso ou sutura ao úmero. A tenotomia do bíceps consiste na liberação simples da cabeça longa do bíceps sem se reconciliar com o úmero, permitindo que o tendão se retraia nos tecidos moles da parte superior do braço proximal. A degeneração do tendão pode causar lágrimas parciais e raramente é associada a um evento traumático. O tratamento de uma lágrima no bíceps depende da gravidade da lesão. Na maioria dos casos, o músculo vai curar ao longo do tempo sem cirurgia corretiva. A aplicação de pressão fria e o uso de medicamentos anti-inflamatórios aliviarão a dor e reduzirão o inchaço. Lesões mais graves requerem cirurgia e terapia física pós-operatória para recuperar força e funcionalidade no músculo. As cirurgias corretivas dessa natureza geralmente são reservadas para atletas de elite que dependem de uma recuperação completa.

## Sociedade e cultura
Os bíceps geralmente são atribuídos como representativos da força dentro de uma variedade de culturas mundiais.

### Etimologia e gramática
O músculo bíceps braquial é aquele que deu a todos os músculos seu nome: vem do musculus latino, "pequeno rato", porque a aparência do bíceps flexionado se assemelha a parte de trás de um ratinho. O mesmo fenômeno ocorreu em grego, em que μῦς, mȳs, significa "rato" e "músculo".
O termo bíceps braquial é uma frase latina que significa "braço de duas cabeças" do braço, em referência ao fato de que o músculo consiste em dois feixes de músculo, cada um com sua própria origem, compartilhando um ponto de inserção comum perto do cotovelo conjunto. A forma plural adequada do adjetivo latino bíceps é bicipites, uma forma que não é de uso geral em inglês. Em vez disso, o bíceps é usado em singular e em plural (isto é, quando se refere a ambos os braços).
O bicep [sic] em inglês, atestado a partir de 1939, é uma formação posterior derivada da interpretação do s do bíceps como o marcador plural inglês. Embora comum mesmo em contextos profissionais, muitas vezes é considerado incorreto.

### Treinamento

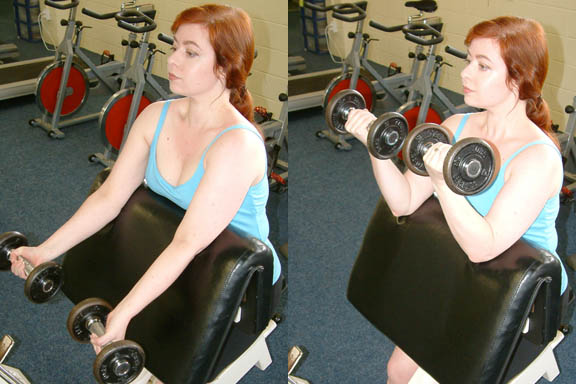
The Preacher curl, também conhecido como Scott Curl, é um exercício popular para o bíceps

O bíceps pode ser fortalecido usando treinamento de peso e resistência. Exemplos de exercícios bem conhecidos do bíceps são o curvatura do chin-up e do bíceps.
Para isolar o bíceps braquial na flexão do cotovelo, coloque o ombro em hiperextensão.

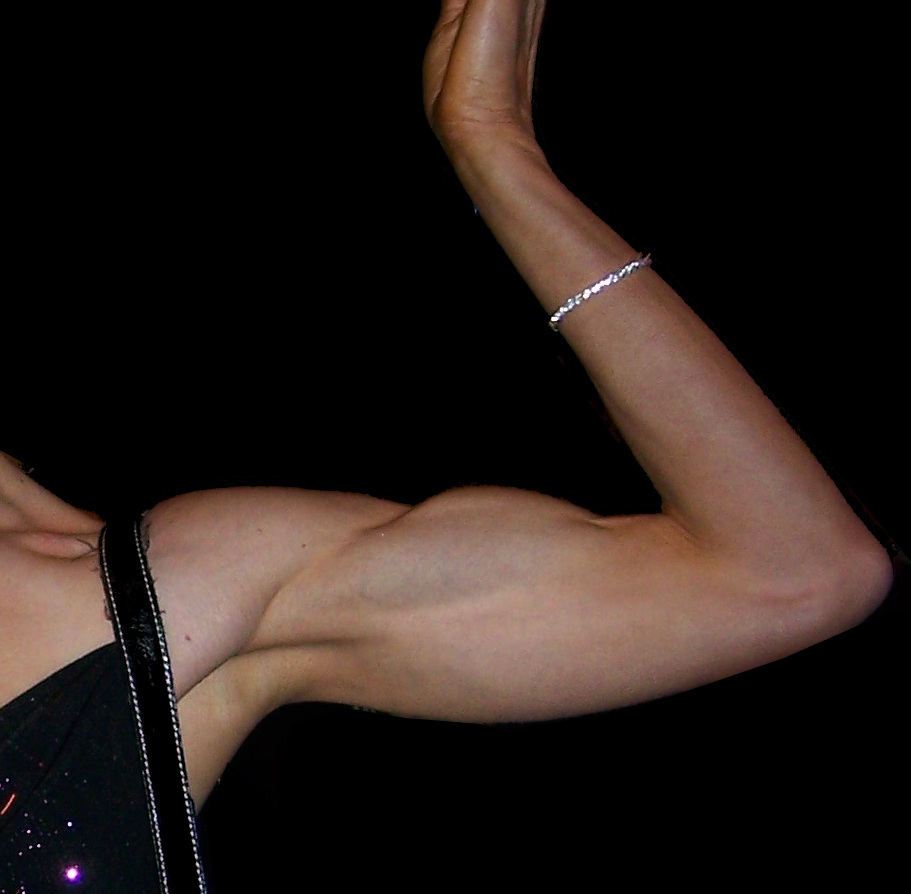
A divisão entre a cabeça curta (frente) e a cabeça longa (traseira) do músculo bíceps resultou de treinamentos especiais

Ao treinar o bíceps braquial, é importante distinguir entre a cabeça longa e a cabeça curta do bíceps. A cabeça longa é a parte externa do músculo. A cabeça curta é a parte interna do músculo.
Há muito debate sobre os melhores exercícios do bíceps para segmentar cada uma dessas cabeças. 
A primeira teoria para segmentação é baseada na proximidade dos braços em relação ao corpo. Dizem que quando os cotovelos são puxados para trás do corpo, isso visa a cabeça longa mais. Para atingir a cabeça curta, os cotovelos devem estar na frente do corpo. 
A segunda teoria usa a aderência e o ângulo como fator primário na segmentação de cada cabeça. Por exemplo, para atingir a cabeça longa ao usar halteres ou cabos, o punho deve ser aperto semi-supinado (martelo) onde as palmas se encaram. Se estiver usando uma barra (aperto EZ ou reta), a aderência deve estar dentro da largura do ombro.

## História
Leonardo da Vinci expressou a ideia original do bíceps atuando como um supinador em uma série de desenhos anotados feitos entre 1505 e 1510; em que o princípio do bíceps como supinador, bem como seu papel de flexor no cotovelo foram concebidos. No entanto, essa função permaneceu desconhecida pela comunidade médica, já que o da Vinci não era considerado professor de anatomia, nem seus resultados foram divulgados publicamente. Não foi até 1713 que este movimento foi redescoberto por William Cheselden e posteriormente registrado para a comunidade médica. Foi reescrito várias vezes por diferentes autores que desejavam apresentar informações para diferentes públicos. A expansão recente mais notável sobre as gravações de Cheselden foi escrita por Guillaume Duchenne em 1867, em um periódico chamado Physiology of Motion. Até hoje, continua sendo uma das principais referências sobre a ação de supinação do bíceps braquial. 

## Outras espécies

### Neandertais
Nos neandertais, as tuberosidades radicais do bicipital eram maiores do que nos seres humanos modernos, o que sugere que eles provavelmente poderiam usar seu bíceps para supinação em uma gama mais ampla de pronação-supinação. É possível que eles dependessem mais de seus bíceps para supinação vigorosa sem a ajuda do músculo supinador, como nos humanos modernos, e, assim, eles usavam um movimento diferente ao jogar. 

### Cavalos
No cavalo, a função do bíceps é prolongar o ombro e flexionar o cotovelo. É composto por duas cabeças de fibras curtas separadas longitudinalmente por um tendão interno espesso que se estende desde a origem no tubérculo supraglenoide até a inserção na tuberosidade radial medial. Este tendão pode suportar forças muito grandes quando o bíceps é esticado. A partir deste tendão interno, uma tira de tendão, o lacertus fibroso, conecta o músculo com o extensor carpi radialis - uma característica importante no aparelho de estada do cavalo (através do qual o cavalo pode descansar e dormir enquanto está parado).

## Imagens adicionais

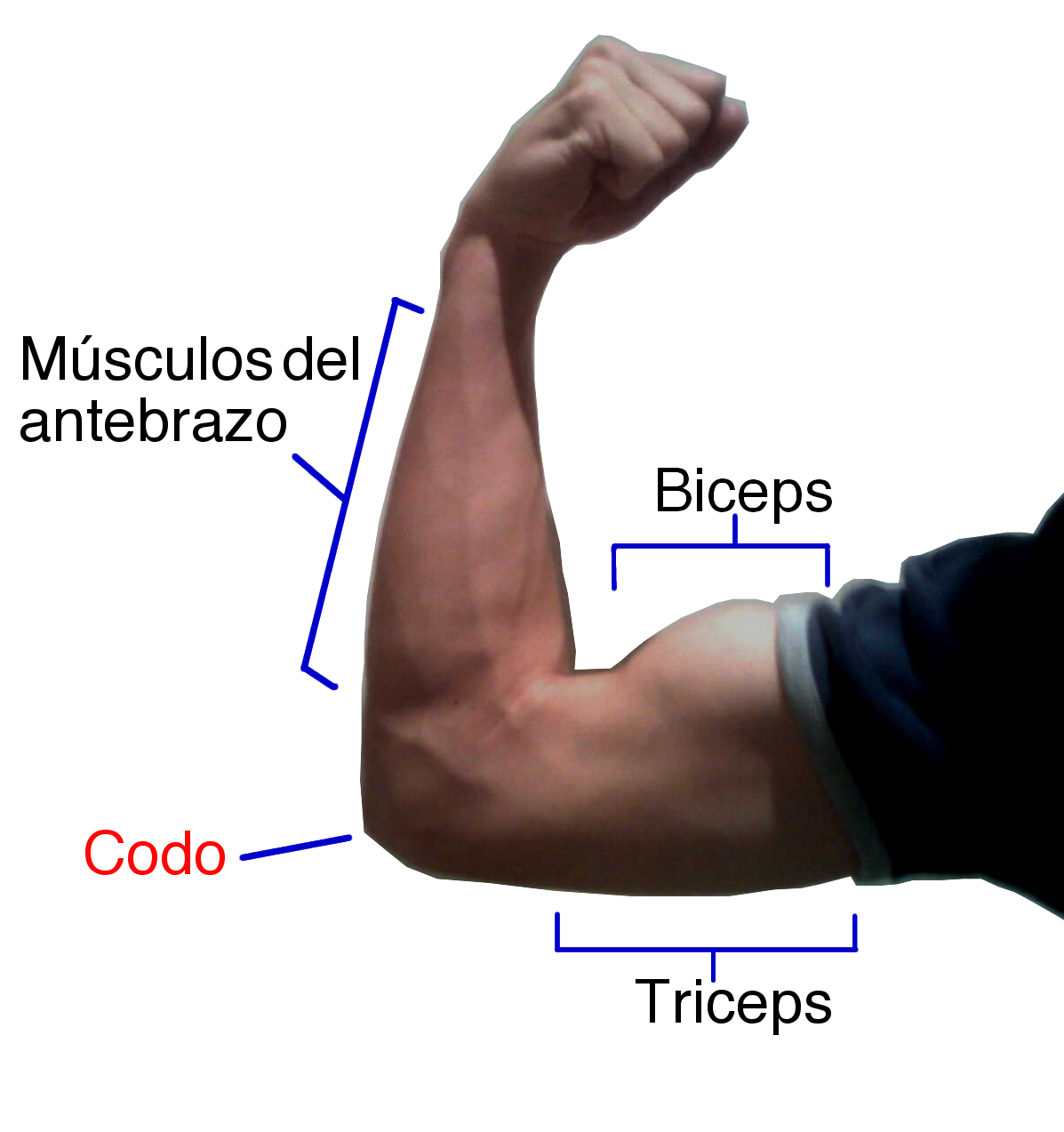
Bíceps e tríceps.
Movimento de bíceps e tríceps quando o braço está flexionando.